# Симеон Тошков
Симеон Димитриевич Тошков – минен инженер. Роден в Пловдив. Произхожда от видно калоферско семейство. Следва от 1903 г. в Минния институт в Санкт Петербург, който завършва през 1909 г. След като остава на работа в Русия само една година, той се връща в България, където започва работа. През 1912 г. е изпратен в Берлин за специализиране по монтанистична геология. Във време на своята служба той постепенно напредва и, след като е заемал длъжността „инженер геолог“ при Отделението за Мините, през 1917 г. е назначен за Директор на Държавната мина „Бобов дол“ и мина „Перник“. След това e Началник на отделението за мините, а в последните години на живота си е член на Съвета на Мините. От 1923 г. чете лекции на ученици от Минния отдел на Техническото училище в София. Член на Българското Инженер-Архитектно Дружество (БИАД) и на Българското Геологическо Дружество. Почетен член на спортен клуб „Левски“ – София. Починал в София.